# Reftele GK
Reftele Golf AB har byggt tillsammans med Reftele GK Källebackens golfbana. De nio första hålen öppnades i slutet av 2005, och från och med 2006 spelas det på samtliga 18 hål.
Namnet Källebackens golfbana kommer från den plats där klubbområdet ligger. På platsen livnärde sig förr två familjer och grunderna till bostadshusen finns fortfarande kvar (en fungerar idag som ettans tee). Namnet Källebacken antas komma från den källa som mynnar vid tians tee.